# 카르카르 전투
카르카르 전투(영어: Battle of Qarqar / Ḳarḳar)는 기원전 853년 신아시리아 제국 황제 샬만에세르 3세가 카르카르에서 하닷에제르가 이끄는 11왕 연합군과 벌인 전투이다. 여기서 하닷에제르는 아시리아어로 아다디디르 (Adad-idir)로 발음되며 아람 다마스쿠스의 국왕 벤하닷 2세, 북이스라엘 국왕 아합과 동일인물로 여겨진다.
기원전 854~846년 아시리아의 아람 정복 당시 벌어진 전투로서 이전의 그 어떤 전투보다도 더 많은 병력이 동원되었다는 점과 아랍인을 비롯한 일부 민족이 문헌상의 역사에 처음 등장하게 된 최초의 사건이라는 점에서 특기할 만하다. 전투의 양상은 쿠르흐 거석 (Kurkh Monoliths)에 기록되어 있으며,  아시리아 족보의 역산법을 달리 적용할 시 기원전 854년에 벌어진 것으로 보는 학자도 있다.
전투의 무대가 된 고대 도시 카르카르(Qarqar)는 시리아 북서부 하마주의 카르쿠르 마을 인근, 텔카르쿠르 유적지로 보는 것이 정설이다.
샬만에세르가 훗날 세운 비문에 따르면 이야르월 14일에 니네베를 떠나 연례 원정에 나섰다고 나며, 티그리스강과 유프라테스강을 무사히 건너, 중간에 알레포를 비롯한 여러 도시의 항복과 조공을 받아냈다고 한다. 알레포를 떠난 뒤 루위아인 국가 하마 (하마스)의 국왕 이르훌레니의 저항군과 처음 전투에 나서 무찌른 뒤, 이르훌레니의 왕궁과 도시를 전부 약탈하는 보복 조치를 취했다. 카르카르를 약탈한 후에도 행군을 계속하던 살만에세르 1세는 오론테스강 인근에서 연합군과의 본 전투에 나섰다.

## 12왕
12왕 (Twelve Kings)은 아카드어에서 '연합'을 상징화한 표현으로, 대표적인 용례는 아시리아 측이 세운 쿠르흐 거석에서 살마네세르 3세의 정복에 맞서 국왕 하닷에제르를 위시로 한 11개국의 연합군이 '12왕'으로 기록된 사례가 있다. 살만에세르 3세 본인이 직접 세운 비문에는 하닷에제르의 연합군 병력이 상세하게 기록되어 있으며 그 규모는 다음과 같다.
1. 국왕 하닷에제르 - 전차 1,200대, 기병 1,200명, 보병 20,000명
2. 하맛 국왕 이르훌레니 - 전차 700대, 기병 700명, 보병 10,000명
3. 이스라엘 국왕 아합 -  전차 2,000대와 군사 10,000명 파견. 그 규모에 대해 학계의 논란이 있다.
4. 쿠르구아아 왕국 - 군사 500명 파견. 쿠웨-킬리키아로 확인.
5. 쿠르무우스라국 - 군사 1,000명 파견. 뒤덴강 하구 마수라(Masura) 시로 확인.[a]
6. 이르카나타국 (텔아르카) - 전차 10대, 군사 10,000명 파견.
7. 아르와드 국왕 마티누발 - 군사 200명 파견.
8. 우산나타국 (레바논산)[b] - 군사 200명 파견.
9. 우스나투 (시리아 연안산맥의 소국)[6] 국왕 아두누발 - 병력 미상.
10. 아라비아 국왕 긴디부 - 낙타 기병 1,000명 파견.
11. 암몬국 국왕 루후비의 아들 바아사 - 군사 100명 파견.

이 가운데 이스라엘 국왕 아합의 파견 병력 규모는 학계에서 논란이 되고 있는데, 이는 북이스라엘 왕국이 아람 다마스쿠스 왕국보다 더 많은 병력을 동원할 수 있었을 가능성이 낮기 때문이다.
일례로 메기도 지역의 발굴조사로 드러난 마구간 유적의 규모로 따져보았을 때 아합이 지휘하는 국왕군의 전차수는 수백 대 규모로 추정되는데, 여기서 유적 자체가 마구간이 아니라고 보는 설과, 마구간이다라는 설이 충돌한다.
마구간이 맞다고 보는 학자들 사이에서는 150대의 전차를 기용할 수 있었으며, 그 연대도 아합왕의 치세였던 기원전 9세기로 거슬러 올라간다고 추정한다. 메기도 지역 뿐만 아니라 베엘시바 (Be'er Shiva)에서도 비슷한 유적이 발견되어, 아합이 왕국 전반에 이 정도 규모의 마구간을 운영하고 있었다면 전차 2,000대 규모를 파견할 수 있을 정도로 상당한 세력을 키웠으리라고 보는 것이다.
반면 고고학자 나다브 나아만(Nadav Na'aman)은 아합의 파견 병력 기록에 오류가 있는 것이라며 2,000대가 아닌 200대를 파견했을 것이라는 설을 제시하였다. 또 한편으로 아합의 파견군에는 유다 왕국, 티레 왕국, 모압 왕국을 비롯한 동맹국의 병력을 함께 보낸 규모로 이해하는 학자들도 있다. 그러나 이들 왕국은 쿠르흐 거석 내에서 그 이름이 언급되고 있지 않다.

## 전투
살만에세르 1세는 비문에서 다음과 같이 기록하였다.
나는 하느님 앗슈르께서 내려주신 최고의 군대와, 나에 앞서는 신성한 기가 건넨 강력한 무기를 가지고 그들과 싸웠느니라. 나는 그들을 카르카르 시부터 길자우 시까지 무찔렀느니라. 나는 그들이 거느린 14,000명의 군대와 칼로써 마주했느니라. 나는 아다드처럼 엄청난 홍수를 퍼부었노라. 나는 그들의 시체를 펼쳐놓으며 평원을 가득 채웠느니라. 나는 그들의 대군을 칼로 쓰러뜨렸느니라. 나는 그들의 피가 건천을 흐르도록 하였노라. 그들의 시체를 눕혀 두기에 벌판은 너무 좁았도다. 그들을 땅에 묻기 위해 드넓은 평야를 소모했도다. 나는 둑길을 막듯 그들의 시체로 오론테스강을 막았느니라. 전쟁 중에는 그들에게서 전차와 기병과 말 무리를 빼앗았느니라.
그러나 이 시기 아시리아 왕가에서 세운 비문은 신뢰도가 몹시 떨어지는 것으로 유명하다. 당대 아시리아 비문은 결코 패배를 직접적으로 인정하지 않았으며, 조상이나 선대왕이 기록한 승전을 자신들의 것인양 기록한 경우도 가끔 존재한다. 샬마네세르 3세가 카르카르에서 확실한 승전을 거두었다면 곧이어 아시리아가 시리아에서 정복전을 이어나갈 이유는 없었을 것이란 추측이다.
아시리아의 기록에 따르면 샬만에세르 3세는 이후 10년 동안 이 일대에서 여러 차례의 정복전을 더 벌였다고 한다.하닷에제르와는 여섯 번이나 전투를 하였고, 그 가운데 최소 두 차례는 하마 국왕 이르훌레니의 지원군과 연합해 싸웠다. 따라서 샬만에세르 3세가 상대했던 연합군의 국왕들은 카르카르 전투 이후에도 왕좌를 지키고 있었던 것이다. 특히 하닷에세르는 최소 기원전 841년까지는 다마스쿠스의 국왕으로 있었던 것으로 보이며, 북이스라엘 왕국의 아합은 카르카르 전투가 아니라 직후에 치러진 별개의 전투에서 전사하였다.

## 해설
^ a: 무우스라 (Mu-us-ra-)는 이집트로 보는 설과 쿠웨 (Quwê) 시 인근의 어딘가로 보는 설로 나뉜다. 또 시리아의 페니키아 도시 수무르 (Sumur)로 보는 설도 있다.

^ b: 우산타 (Usanta)라고도 적는다.

### 참고 문헌
- Coogan, Michael David (2009). 《A Brief Introduction to the Old Testament: The Hebrew Bible in Its Context》. Oxford: University Press. ISBN 978-0-19-533272-8.